# Haxböle
Haxböle (finska: Hakkila) är en stadsdel i Vanda stad i landskapet Nyland. 
Haxböle är ett viktigt industriområde som avgränsas i väster av Kervo å, i söder av Fastböle, i öster av Lahtisleden och i norr av Lövkulla. Flera affärskedjor har sina centrallager i Haxböle och i stadsdelen ligger också Furumo begravningsplats. 
I Haxböle har det funnits en historiskt viktig vägkorsning, korsningen mellan landsvägen Åbo–Viborg (Kungsvägen) och vägen från Helsingfors norrut mot Sibbo. I dag heter dessa vägsträckningar Dickursbyvägen och Gamla Borgåvägen. Än idag finns Haxböle gästgiveri, Malmars torp, kvar i korsningen. Byggnaden härstammar från början av 1700-talet. I Markulla finns en stenbro där Kungsvägen gick över Kervo å. Längs med Gamla Borgåvägen finns kilometerstolpar av sten där man ristat in avstånden till Helsingfors och Sibbo. 
Det finns ganska få invånare i Haxböle och bebyggelsen är koncenrerad till Markulla i stadsdelens västra del. Där finns både äldre egnahemshus och nyare rad- och höghus som har byggts från och med 1980-talet. I norra Haxböle finns det en del bondgårdar med omkringliggande åkrar. Största delen av stadsdelen består av industriområden. 